# 徳永優子
徳永 優子（とくなが ゆうこ、1964年6月5日 - ）は、KC BEAUTY ACADEMY代表。本名は、Yuko Tokunaga Koach。兵庫県神戸市出身。ロサンゼルス在住。

## 来歴
兵庫県神戸市生まれ。ベルェベル美容専門学校卒業後、和装スタイリストとして活動。2001年の37歳の時、離婚して娘2人を連れて渡米。
偶然立ち寄った骨董屋で乱れたまま放置された古いカツラを見るに見かねて無償で修復していたところ、居合わせた映画関係者の目に留まり、2005年の映画『MEMOIRS OF A GEISHA（邦題:SAYURI）』の着物コンサルタントをした（衣装デザイナーColleen AtwoodはCOSTUME DESIGN部門オスカー受賞）。
その後、エミー賞ヘアスタイリング部門に2009年から3年連続ノミネートされたこともあった。エフェクトヘアデザインの技術により、ハリウッドユニオン加入。米国テレビ芸術科学アカデミーメンバー。
リトルトーキョーに、KC BEAUTY ACADEMY（706 E 1st St. LosAngeles, CA 90012 USA）開講。

## ヘアスタイリング作品

### 映画[要出典]
- L.Aギャングストーリー 2013
- ハンガーゲーム２ 2013
- ブロンド・アンビション 2007
- アルビン/歌うシマリス3兄弟 2007
- パイレーツ・オブ・カリビアン／ワールド・エンド 2007
- レッドライン 2007
- ボビー 2006

### テレビドラマ[要出典]
- ワールドオブダンス　2018
- アメリカン・ダンスアイドル　2015
- ディープインザバリー　2009
- キャッスル 〜ミステリー作家は事件がお好き（ABC）2009
- ムーンライト #4　2008
- CHUCK #1 2007
- コールドケース 迷宮事件簿 #1　2007
- ハートランド物語　2007
- プッシング・デイジー 恋するパイメーカー（ABC）2007
- Julie Reno, Bounty Hunter #1　2006
- The O.C #1　2006
- アグリーベティー　2006

## 出演
- 世界の日本人妻は見た!（TBSテレビ、2013年4月 - 2017年9月19日）
- 情熱大陸2010年（毎日放送）
- グっと!地球便（読売テレビ）2017年9月19日
- JNFラジオ「flowers」
- 女傑の導き（BS11）
- ララTV（ケ－ブルTV）
- 東京テレビ七色日和、ラジオ